# Basketball-Bundesliga 1987-1988
La Basketball-Bundesliga 1987-1988 è stata la 22ª edizione del massimo campionato tedesco occidentale di pallacanestro maschile. La vittoria finale è stata ad appannaggio del Saturn Colonia.

## Risultati

### Stagione regolare
|     | Squadra                 | G  | V  | P  | PF | PS | Pt. | Qualificazione       |
| --- | ----------------------- | -- | -- | -- | -- | -- | --- | -------------------- |
| 1.  | TSV Bayer 04 Leverkusen | 22 | 19 | 3  |    |    | 38  | playoffs             |
| 2.  | Steiner-Optik Bayreuth  | 22 | 19 | 3  |    |    | 38  | playoffs             |
| 3.  | BSC Saturn Colonia      | 22 | 18 | 4  |    |    | 36  | playoffs             |
| 4.  | DTV Charlottenburg      | 22 | 14 | 8  |    |    | 28  | playoffs             |
| 5.  | 1. FC 01 Bamberg        | 22 | 13 | 9  |    |    | 26  | playoffs             |
| 6.  | SSV Goldstar Hagen      | 22 | 11 | 11 |    |    | 22  | playoffs             |
| 7.  | MTV 1846 Gießen         | 22 | 8  | 14 |    |    | 16  | playoffs             |
| 8.  | SpVgg 07 Ludwigsburg    | 22 | 8  | 14 |    |    | 16  | playoffs             |
| 9.  | ASC 1846 Gottinga       | 22 | 8  | 14 |    |    | 16  | girone retrocessione |
| 10. | Bayern Monaco           | 22 | 6  | 16 |    |    | 12  | girone retrocessione |
| 11. | Oldenburger TB          | 22 | 4  | 18 |    |    | 8   | girone retrocessione |
| 12. | TV 1862 Langen          | 22 | 4  | 18 |    |    | 8   | girone retrocessione |

### Girone retrocessione
|    | Squadra           | G  | V  | P  | PF | PS | Pt. | Qualificazione                         |
| -- | ----------------- | -- | -- | -- | -- | -- | --- | -------------------------------------- |
| 1. | ASC 1846 Gottinga | 28 | 11 | 17 |    |    | 22  |                                        |
| 2. | Bayern Monaco     | 28 | 9  | 19 |    |    | 18  |                                        |
| 3. | Oldenburger TB    | 28 | 8  | 20 |    |    | 16  | retrocesse in 2. Basketball-Bundesliga |
| 4. | TV 1862 Langen    | 28 | 6  | 22 |    |    | 12  | retrocesse in 2. Basketball-Bundesliga |

## Playoff
|  | Quarti di finale | Quarti di finale | Quarti di finale   |                |                    | Semifinali       | Semifinali | Semifinali |  |  | Finali | Finali           | Finali |
|  |                  |                  |                    |                |                    |                  |            |            |  |  |        |                  |        |
|  | 1.               | Bayer Leverkusen | 2                  |                |                    |                  |            |            |  |  |        |                  |        |
|  | 8.               | BSG Ludwigsburg  | 0                  |                |                    |                  |            |            |  |  |        |                  |        |
|  | 8.               | BSG Ludwigsburg  | 0                  |                | 1.                 | Bayer Leverkusen | 2          |            |  |  |        |                  |        |
|  |                  |                  |                    |                | 1.                 | Bayer Leverkusen | 2          |            |  |  |        |                  |        |
|  |                  | 4.               | DBV Charlottenburg | 0              |                    |                  |            |            |  |  |        |                  |        |
|  | 4.               | 4.               | DBV Charlottenburg | 0              | DBV Charlottenburg | 2                |            |            |  |  |        |                  |        |
|  | 4.               |                  |                    |                | DBV Charlottenburg | 2                |            |            |  |  |        |                  |        |
|  | 5.               | 1. FC 01 Bamberg | 1                  |                |                    |                  |            |            |  |  |        |                  |        |
|  |                  |                  |                    |                |                    |                  |            |            |  |  | 1.     | Bayer Leverkusen | 1      |
|  |                  |                  | 2.                 | Saturn Colonia | 3                  |                  |            |            |  |  |        |                  |        |
|  | 2.               | Bayreuth         | 2                  |                |                    |                  |            |            |  |  |        |                  |        |
|  | 7.               | MTV Gießen       | 0                  |                |                    |                  |            |            |  |  |        |                  |        |
|  | 7.               | MTV Gießen       | 0                  |                | 2.                 | Bayreuth         | 0          |            |  |  |        |                  |        |
|  |                  |                  |                    |                | 2.                 | Bayreuth         | 0          |            |  |  |        |                  |        |
|  |                  | 3.               | Saturn Colonia     | 2              |                    |                  |            |            |  |  |        |                  |        |
|  | 3.               | 3.               | Saturn Colonia     | 2              | Saturn Colonia     | 2                |            |            |  |  |        |                  |        |
|  | 3.               |                  |                    |                | Saturn Colonia     | 2                |            |            |  |  |        |                  |        |
|  | 6.               | SSV Hagen        | 0                  |                |                    |                  |            |            |  |  |        |                  |        |

| Basketball-Bundesliga 1987-1988 |
| ------------------------------- |
| Saturn Colonia 4º titolo        |

## Premi e riconoscimenti
- MVP regular season:  Mike Jackel, Saturn Colonia